# Lobe den Herrn, meine Seele (BWV 69)
Pour les articles homonymes, voir Lobe den Herrn, meine Seele.
Lobe den Herrn, meine Seele (Bénis le Seigneur, mon âme - BWV 69) est une cantate de Johann Sebastian Bach composée à Leipzig en 1748. Elle fut jouée pour la première fois à l'église Saint-Nicolas le 26 août.
Cette cantate composée pour l’inauguration du conseil de ville est basée sur la BWV 69a composée pour le douzième dimanche après la Trinité en 1723. Les récitatifs et le choral ont été changés pour l'occasion. Bach avait déjà composé pour le conseil de ville les cantates « Gott, man lobet dich in der Stille », BWV 120 en 1730 et « Wir danken dir, Gott, wir danken dir », BWV 29 en 1731. Le texte est tiré du psaume 103 (2 premiers mouvements), Samuel Rodigast (sixième mouvement), le reste est d'un auteur inconnu.
Le thème du choral est inspiré du psaume « Was Gott tut, das ist wohlgetan » de Samuel Rodigast (1675) tandis que le texte reprend le troisième verset de « Es woll uns Gott genädig sein » de Martin Luther (1524).

## Structure et instrumentation
La cantate est écrite pour quatre solistes vocaux (soprano, alto, ténor,  basse), chœur mixte, flûte, deux hautbois, hautbois d'amour, basson, 3 trompettes, timbales, deux violons, alto et basse continue.
Il y a six mouvements :
1. chœur : « Lobe den Herrn, meine Seele »
2. récitatif (soprano) : « Ach, dass ich tausend Zungen hätte! »
3. aria (ténor) : « Meine Seele, Auf! erzähle »
4. récitatif (alto) : « Gedenk' ich nur zurück »
5. aria (basse) : « Mein Erloser und Erhalter »
6. choral : « Was Gott tut, das ist wohlgetan »